# Colonia 5 de Mayo
Colonia 5 de Mayo är en ort i Mexiko.   Den ligger i kommunen Lerma och delstaten Mexiko, i den sydöstra delen av landet, 40 km väster om huvudstaden Mexico City. Colonia 5 de Mayo ligger 2 583 meter över havet och antalet invånare är 369.
Terrängen runt Colonia 5 de Mayo är platt åt sydväst, men åt nordost är den kuperad. Runt Colonia 5 de Mayo är det tätbefolkat, med 570 invånare per kvadratkilometer. Närmaste större samhälle är Toluca, 19,6 km sydväst om Colonia 5 de Mayo. I omgivningarna runt Colonia 5 de Mayo växer huvudsakligen savannskog.